# Bouée de sauvetage

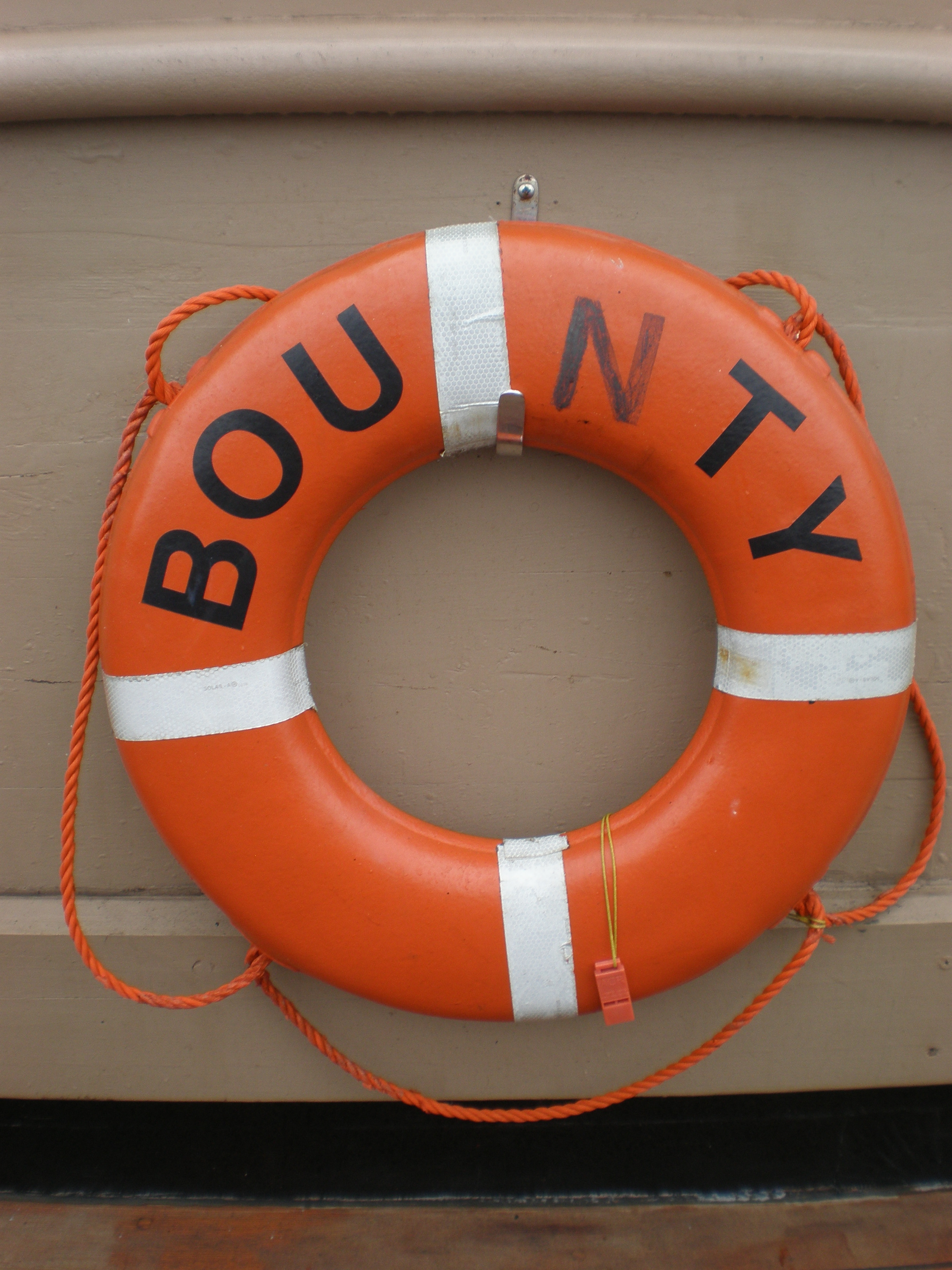
Une bouée de sauvetage, munie d'un sifflet.

Une bouée de sauvetage est une bouée en forme de tore rigide destinée à éviter la noyade de personnes tombées à l'eau. Elle est obligatoire à bord de tout bateau et doit porter le nom du navire. Les bouées modernes peuvent être équipées de système lumineux, sonore ou de détection GPS.
Alternativement la forme en « fer à cheval » est également utilisée, elle est considérée comme plus facile à enfiler pour un homme à la mer (le côté ouvert du fer à cheval étant muni d'un court filin terminé par un mousqueton).
En général, à bord des navires, elle est reliée par un orin (cordage léger) d'une quinzaine de mètres  à un dispositif lumineux, autrefois une lampe à carbure de calcium, ou  « phoscar », s'enflammant au contact de l'eau de mer, de nos jours, une bouée électrique lumineuse à flashes (déclenchée par un interrupteur à retournement) pour le repérage nocturne de la personne à la mer. 
Pour certains types de navigation la bouée de sauvetage peut être munie d'une radiobalise ou d'une balise GPS améliorant le repérage du naufragé.

## Galerie

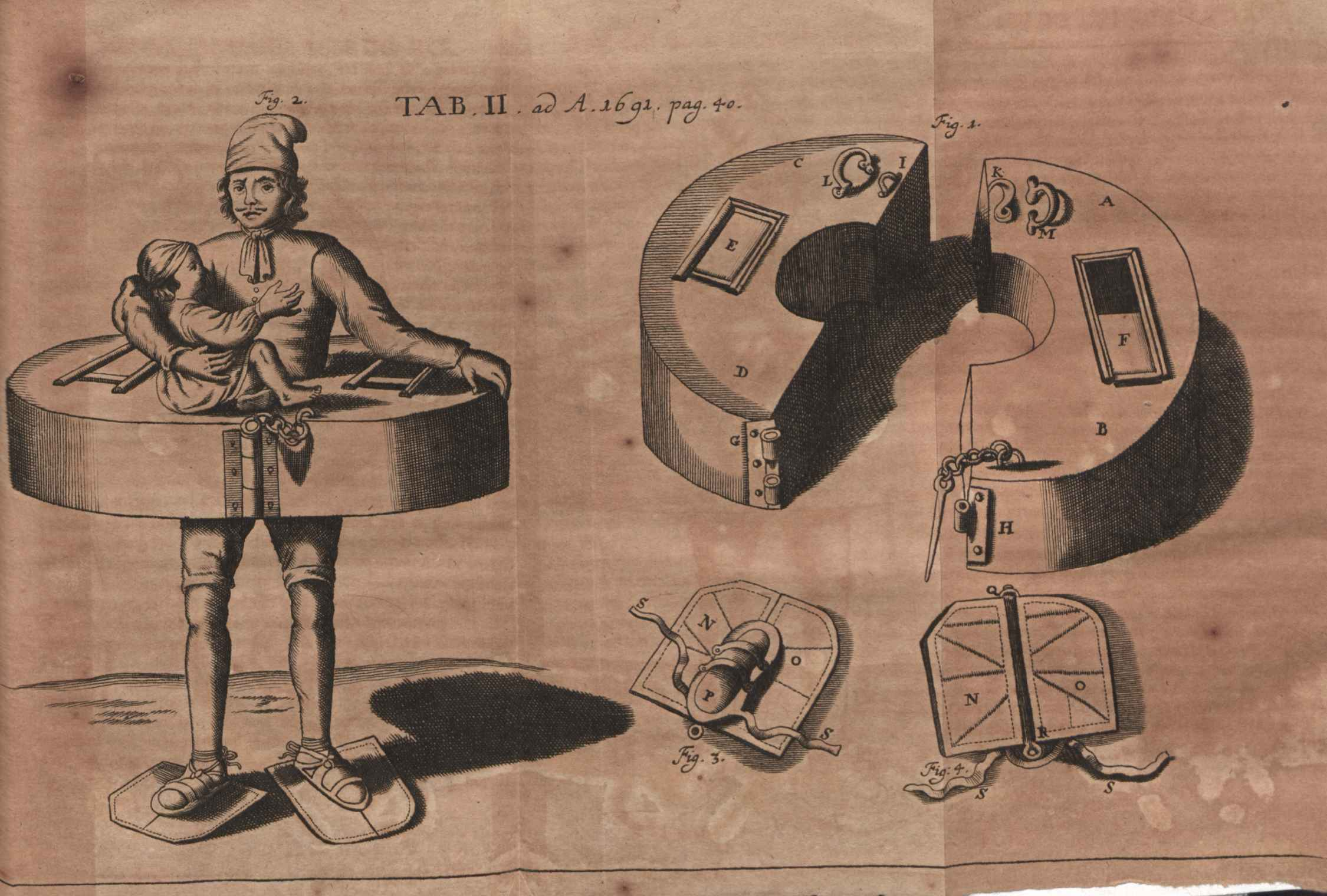
Premières études sur la bouée de sauvetage dans une illustration du  Acta Eruditorum  du 1691.
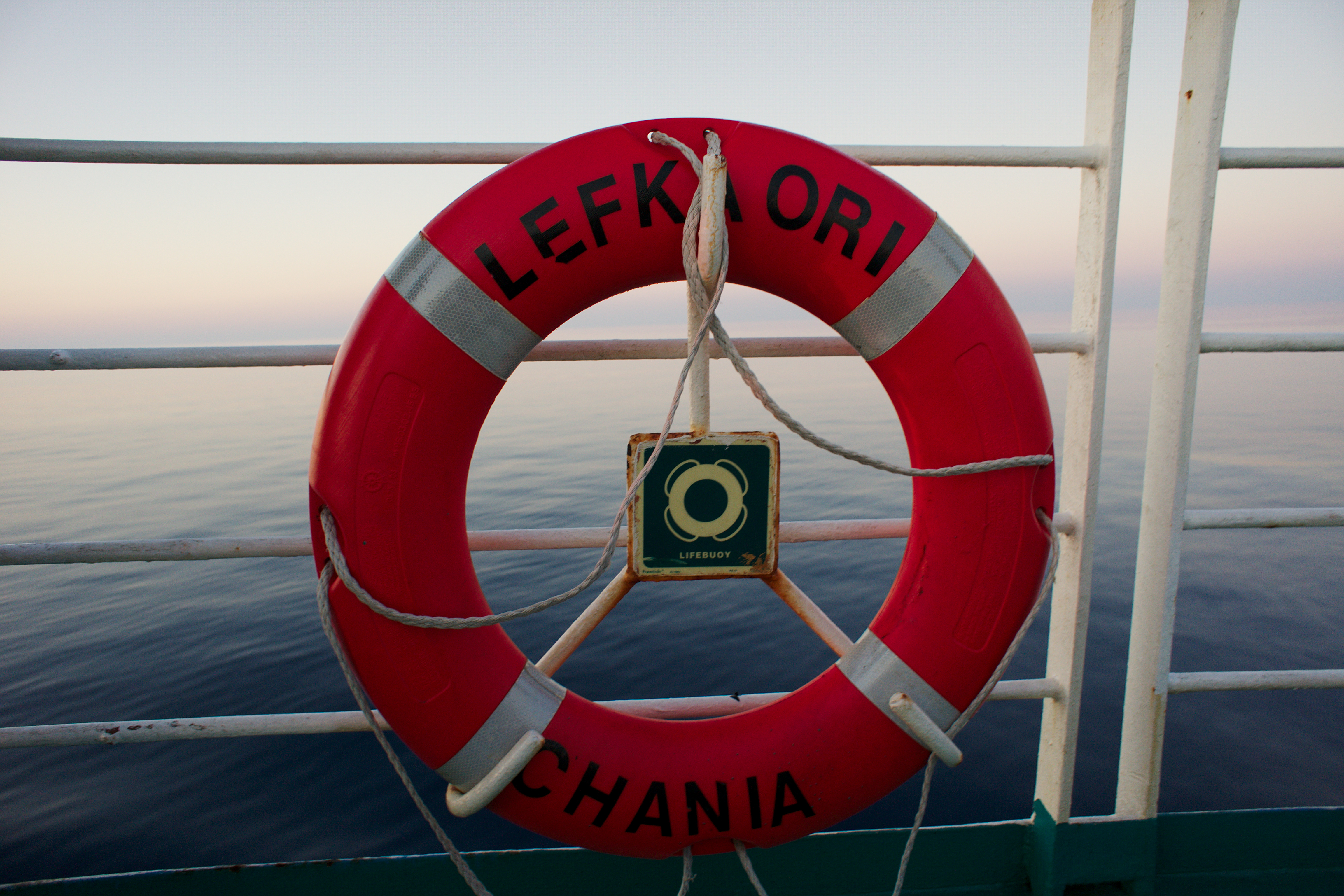
Bouée de sauvetage sur un navire (ici le Lefka Ori).
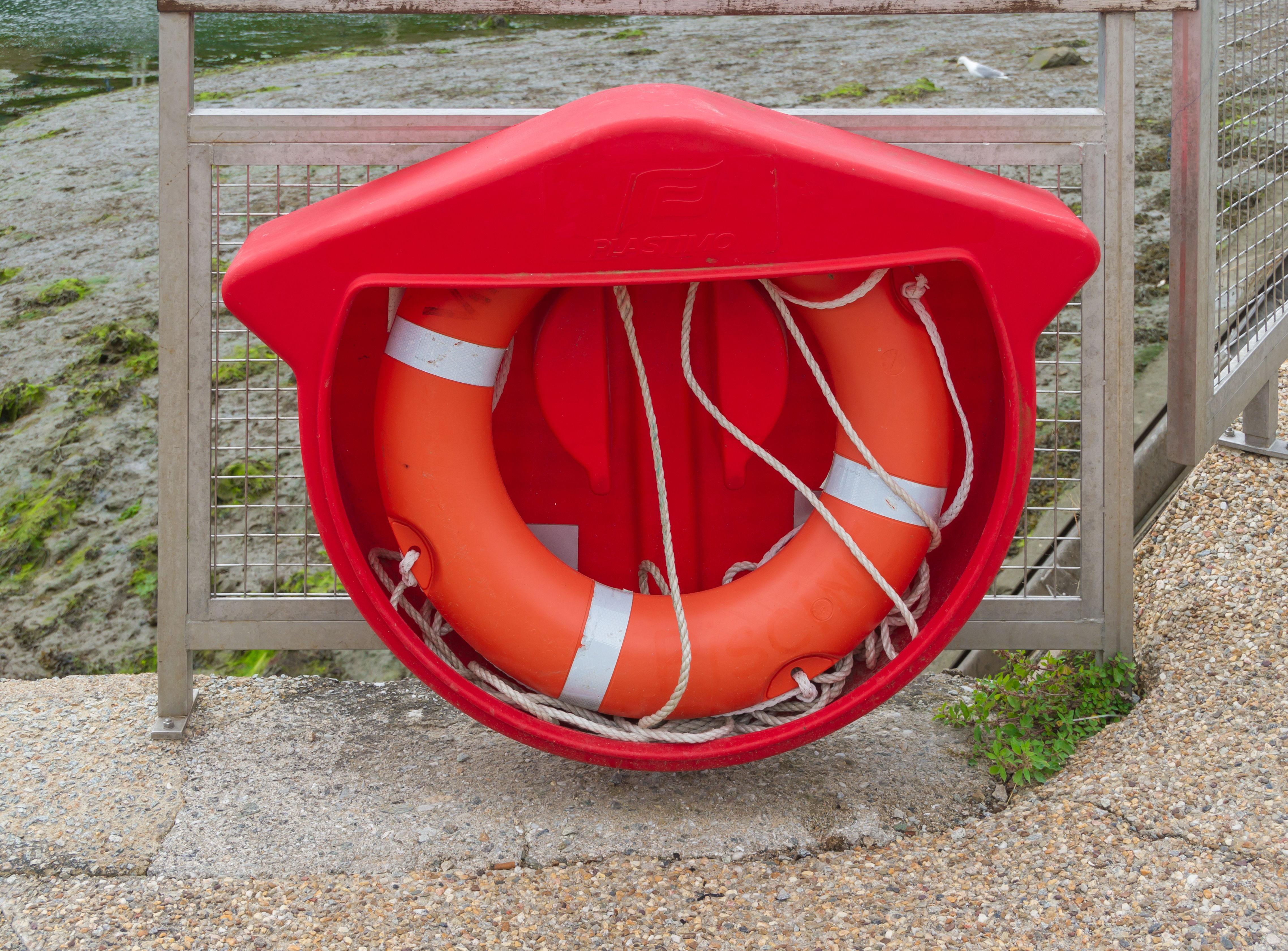
Bouée de sauvetage à terre en bord de mer (Conleau, golfe du Morbihan).
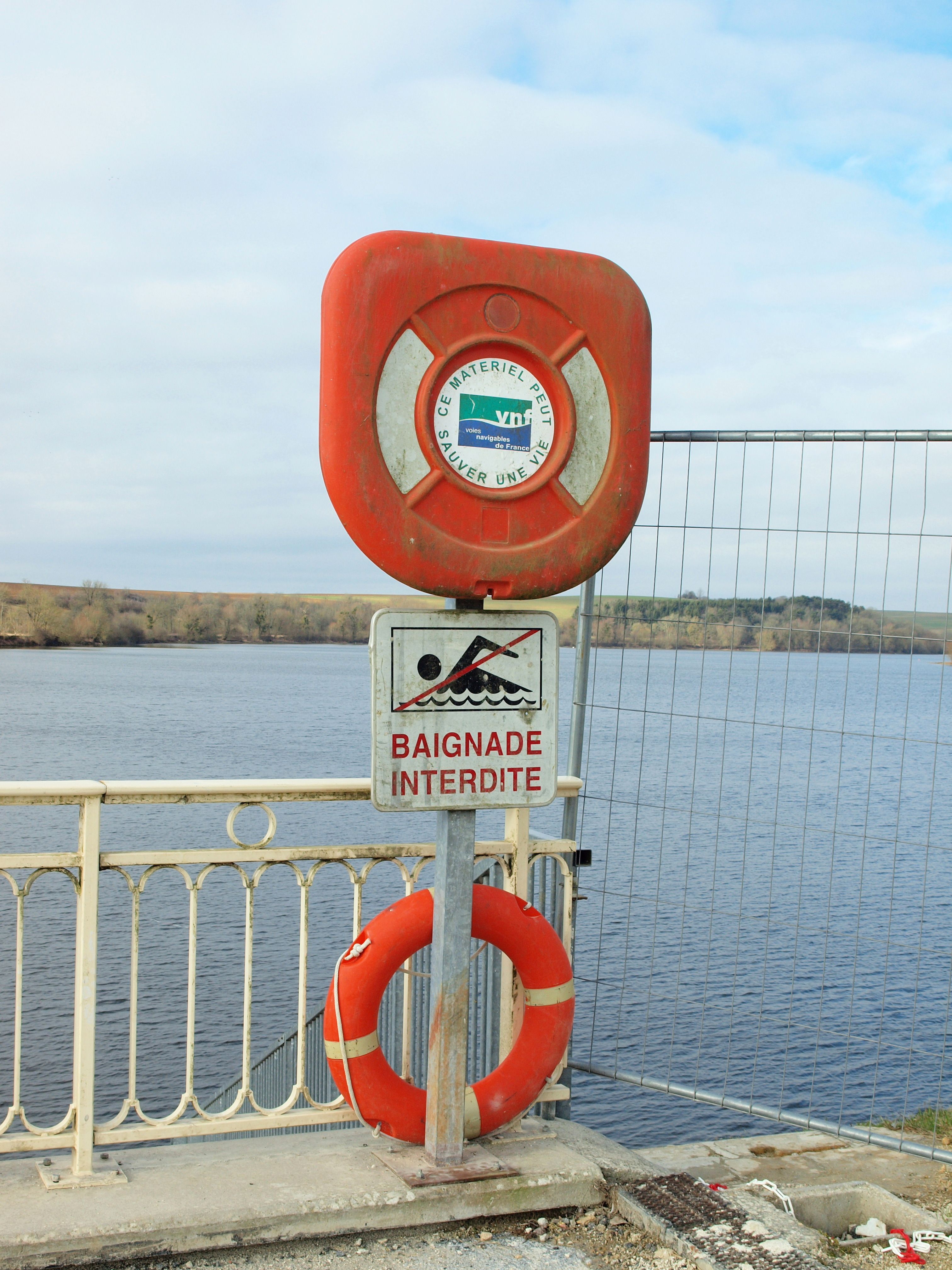
En bordure de lacs, cours d'eau ou canaux.